# Lindackeria fragrans
Lindackeria fragrans là một loài thực vật có hoa trong họ Achariaceae. Loài này được (Gilg) Gilg mô tả khoa học đầu tiên năm 1908.